# Evocation I - The Arcane Dominion
Evocation I - The Arcane Dominion es el tercer álbum de estudio de la banda de folk metal suiza Eluveitie. Su lanzamiento fue el 17 de abril de 2009 a través de Nuclear Blast. Contrariamente a sus anteriores trabajos, este álbum es totalmente acústico. Las voces son principalmente interpretadas por Anna Murphy, que también toca la zanfoña. La portada del álbum representa a Cernunnos, una divinidad celta de la naturaleza.

## Canciones
1. «Sacrapos - At First Glance» (con voces de A.A. Nemtheanga) - 2:01
2. «Brictom» - 4:22
3. «A Girls Oath» - 1:18
4. «The Arcane Dominion»	 (con laúd de cuello largo de Oliver «SaTyr» Pade) - 5:43
5. «Within the Grove» (con dulcémele de Fredy Schnyder y viola de cinco cuerdas de Mina The Fiddler) - 1:52
6. «The Cauldron of Renascence» - 2:05
7. «Nata» (con voces adicionales de A.A. Nemtheanga) - 4:02
8. «Omnos» – 3:48
9. «Carnutian Forest» - 3:17
10. «Dessumiis Luge» - 3:28
11. «Gobanno» (con acordeón helvético de Sarah Wauquiez, dulcémele de Fredy Schnyder y viola de cinco cuerdas de Mina The Fiddler) - 3:15
12. «Voveso In Mori» - 4:09
13. «Memento» - 3:20
14. «Ne Regv Na» - 5:07
15. «Sacrapos - The Disparaging Last Gaze» - 2:43

Canciones adicionales de la edición limitada
1. «Slania (Folk Medley)» - 1:53
2. «Omnos (Early Metal Version)» - 3:49